# Stromveredelung
Bei der sogenannten Stromveredelung wird Grundlaststrom oder Strom aus angebotsabhängigen erneuerbaren Energien (beiden ist gemein, dass sie niedrige variable Kosten aufweisen) durch Zwischenspeicherung in höherwertige, bedarfsgerecht eingespeiste Elektroenergie umgewandelt.
Dies kann zum Beispiel durch das Hinaufpumpen von Wasser in höhergelegene Speicherseen von Pumpspeicherkraftwerken durch die Verwendung von Druckluftspeicherkraftwerken erfolgen. Dieses Wasser wird bei Stromverbrauchsspitzen wieder durch die Turbinen abgelassen, treibt diese an und der Generator produziert Spitzenstrom.
Trotz des relativ hohen Gesamtwirkungsgrads von rund 80 % und der Preisdifferenz zwischen Grundlaststrom und Spitzenstrom ist die reine Stromveredlung als Arbitragegeschäft nicht ausreichend, um einen Neubau eines Speicherkraftwerks finanzieren zu können. Es sind weitere Einnahmequellen zu erschließen, wie die Teilnahme am Regelenergiemarkt, welche im Sinne einer Kapazitätsprämie auch die Bereitstellung von Leistung vergüten.